# Bark at the Moon
Bark at the Moon – trzeci, po Blizzard of Ozz oraz Diary of a Madman, album brytyjskiego wokalisty Ozzy’ego Osbourne’a. Album  został wydany w 1983 roku.

## Lista utworów
1. „Bark at the Moon” – 4:16
2. „You’re No Different” – 5:00
3. „Now You See (Now You Don't)” – 5:04
4. „Rock'n'Roll Rebel” – 5:26
5. „Centre of Eternity” – 5:23
6. „So Tired” – 3:57
7. „Slow Down” – 4:17
8. „Waiting for Darkness” – 5:14
9. „Spiders in the Night” – 4:22

## Wykonawcy
- Ozzy Osbourne – wokal
- Tommy Aldridge – perkusja
- Don Airey – klawisze
- Bob Daisley – gitara basowa, wokal
- Jake „E” Lee – gitara, wokal